# Акбакайське родовище
Акбакай — одне з найбільших за запасами родовище золото-кварц-сульфідного типу в Казахстані і серед країн пострадянського простору. Розташоване в межах Жалаїр-Найманської синкліналі.

## Загальний опис
Родовище входило до числа унікальних родовищ Радянського Союзу.
Зруденіння приурочене до ендоконтакту Кизилжартаського складнодиференційованого масиву ґранодіоритів середнього девону, який прориває теригенні відклади верхнього ордовика і ефузиви нижнього девону. Масив прорваний Желтауським гранітним батолітом.
Золота мінералізація контролюється субширотними порушеннями і дорудними дайками кислого і основного складу. Більша частина золотоносних зон локалізується на ендоконтакті ґранодіоритового масиву, і лише на крайньому заході рудного поля вони виходять і в осадові породи. На родовищі виділяються головна рудна зона і серія зон-оперень. Зони з найбільш високою концентрацією золота характеризуються максимальним виявом березитизації і мають зональну внутрішню будову. У центральній частині таких зон березити пронизані кварцовими жилами і прожилками.
Головними в складі руд є кварц, серицит, кальцит, пірит, арсенопірит, антимоніт, блякла руда, халькопірит, сфалерит, ґаленіт, бурноніт, буланжерит, джемсоніт і золото. Золото міститься в сульфідизованих кварцових жилах, гідротермально змінених гранітоїдах і дайках жильной серії, а також в ороговикованих теригенних породах. Вміст золота в рудах варіює в широких межах. Основна маса золота знаходиться у вільному стані в тісному парагенезисі з кварцом і лише невелика кількість пов'язана з сульфідами (арсенопіритом, піритом і ін.). Розмір золотин коливається від 0,001 мм до 1-5 мм. Пробність золота 669—915.

## Розробка
Розробку рудного поля веде Акбакайський рудник.